# ملعب زعيم قبيلة ديريانغين
ملعب زعيم قبيلة ديريانغين هو ملعب متعدد الاستخدام يقع في ديريامبا عاصمة نيكاراغوا . غالبا ما يتم استخدامه لمباريات كرة القدم . يسع الملعب لجلوس 7,500 متفرج . يعتبر الملعب الرسمي الذي يخوض فيه نادي ديريانغين مبارياته .